# Лагерное (озеро, Антарктида)
Лагерное — небольшое озеро в восточной Антарктиде, расположенное в Оазисе Холмы Тала. Находится южнее полярной станции Молодёжная. Рядом находится озеро Глубокое.
Названо и нанесено на карту Советской Антарктической экспедицией в 1962 году.